# Brunegghorn
Brunegghorn – szczyt w Alpach Pennińskich, w masywie Weisshorn. Leży w Szwajcarii w kantonie Valais. Leży ok. 3 km na północ od Weisshorn. Szczyt można zdobyć ze schronisk Topalihütte (2674 m) lub Cabane de Tourtemagne (2519 m).
Pierwszego wejścia dokonali J. Tantignoni, F. Tantignoni i H. Brantschen w 1853 r.